# Mbateka
Mbateka (ou Bateka) est un village du Cameroun, de l'arrondissement de Moloundou situé dans le département du Boumba-et-Ngoko et la région de l'Est. Il fait partie du groupement des Bangantou (Bangandu).

## Population
En 1960, Mbateka comptait 642 habitants, majoritairement des Bangantou (Bangandu) et des Pygmées. En 2005, 1 280 habitants y sont recensés.